# Berberis acuminata
Berberis acuminata är en berberisväxtart som beskrevs av Franchet. Berberis acuminata ingår i släktet berberisar, och familjen berberisväxter. Inga underarter finns listade i Catalogue of Life.